# Gagausen

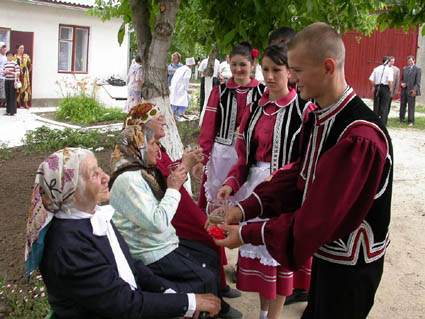
Alte und junge Gagausen

Die Gagausen [gagaˈuːzən] (gagausisch gagauz, pl. gagauzlar; rumänisch Găgăuzi; ukrainisch гагаузи hahausy oder ukrainisch ґаґаузи gagausy; russisch гагаузы gagausy) sind ein Turkvolk, welches überwiegend in der autonomen Region Gagausien in der heutigen Republik Moldau lebt. Weltweit gibt es, je nach Schätzung, zwischen 200.000 und 230.000 Angehörige dieses Volks. Davon leben rund 150.000 in der Republik Moldau (knapp 128.000 davon in Gagausien), zirka 32.000 in der Ukraine und etwa 14.000 in Russland. Hinzu kommen noch einige Tausend Gagausen in anderen Nachfolgestaaten der Sowjetunion sowie in der Türkei, Rumänien, Bulgarien und Griechenland.
Die Gagausen sind mehrheitlich christlich-orthodox und zählen zur südwestlichen oder oghusischen Gruppe der Turkvölker. Sie sprechen die gagausische Sprache, eine Sprachvarietät des anatolischen Türkischen. Das Gagausische wird sowohl im kyrillischen als auch im lateinischen Alphabet geschrieben. In Gagausien setzt sich seit Mitte der 1990er Jahre ein an das Türkische angelehntes Lateinalphabet immer mehr durch. Seit 2012 wird Gagausisch von der UNESCO als gefährdete Sprache geführt, wobei diese Einschätzung von der Regierung Gagausiens jedoch zurückgewiesen wird. Fast alle Gagausen der Republik Moldau sprechen darüber hinaus auch Russisch.

## Herkunft

Flagge der Gagausen

Die ethnischen Wurzeln der Gagausen sind bis heute nicht restlos geklärt. So bestehen über die Entwicklung des gagausischen Volkes vier Hypothesen:
1. Die Abstammung der Gagausen von den Kumanen: Diese siedelten bis 1237 in der südrussischen Steppe und spielten dort und für Teile des Balkanraumes eine aktive Rolle.
2. Die Identität der Gagausen mit einer als Karakalpaken bezeichneten türkischen Völkerschaft in Osteuropa (nicht zu verwechseln mit dem gleichnamigen Volk der Karakalpaken in Zentralasien), welche unter russischer Herrschaft die Griechische Orthodoxie angenommen hätten.[9] Gegen diese wie auch die vorstehende Hypothese wird vorgebracht, dass die gagausische Sprache sehr nahe mit dem osmanischen Türkisch bzw. mit der heutigen türkischen Sprache verwandt ist.[10] Die gegenwärtigen Turksprachen im ehemaligen Siedlungsraum der Karakalpaken und der Kumanen, dem Pontisch-kaspischen Steppenraum (Tatarisch und einige Turksprachen mit nur wenigen Sprechern im nördlichen Kaukasusvorland) gehören einem anderen Zweig der Turksprachen an. Die Sprache der Kumanen und Karakalpaken selbst ist nicht oder nur in Bruchstücken überliefert.
3. Die Abstammung der Gagausen von slawischsprachigen Bulgaren, die zwischen dem 15. und 19. Jahrhundert sprachlich türkisiert worden seien, aber ihren orthodox-christlichen Glauben beibehalten hätten. Diese Hypothese wird aber nur von bulgarischen Forschern vertreten.[9][11]
4. Eine weitere Hypothese bezüglich der gagausischen Volksentwicklung sieht diese in einem engen Zusammenhang mit türkischen Oğuz. Die Oğuz siedelten nach dem Zusammenbruch des Türk-Reiches längere Zeit am Syrdarja. Um 1050 trennten sich die Clans und migrierten in verschiedene Richtungen.[12] So wanderte ein Teil von ihnen direkt in die Dobrudscha ein, ein anderer unter Sultan İzzeddin Keykavus über den „Umweg“ über Anatolien als „Seldschuken“ in diese Region.[9]

## Geschichte

### Frühgeschichte

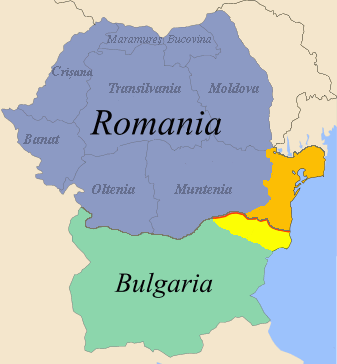
Dobrudscha heute (gelb und orange)

Die Region Karwuna-Land (heute: Dobrudscha) war in der ersten Hälfte des 13. Jahrhunderts von türkischen Oğuz-Stämmen besiedelt, die nach dem Zerfall des Türk-Reiches eingewandert waren. Unter der späteren Herrschaft von Keykavus über das Karwuna-Land sollten auch viele anatolische muslimische Oğuz, also Türkmenen, einwandern.
Die Oğuz-Stämme im Karwuna-Land gefährdeten mit ihren Raubzügen und Überfällen die Sicherheit des Byzantinischen Reichs. Um diesem Problem ein Ende zu bereiten, suchte Byzanz die Oğuz-Stämme als loyale Kräfte für sich zu gewinnen. In der Folge rekrutierte Byzanz seine Truppen aus der oghusischen Bevölkerung des Karwuna-Lands.

### Staatsgründung unter Keykavus

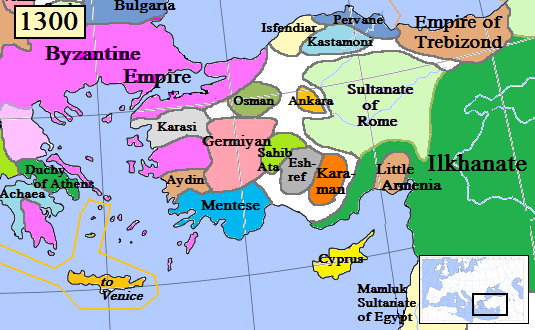
Zwei Machtgebiete in Anatolien bei der Flucht von Sultan Keykavus

Im Jahr 1261 erschien der seldschukische Sultan İzzeddin Keykavus mit zahlreichen oghusischen/türkmenischen Oba (oghusisch für Gemeinschaft/Sippe) am Hof des byzantinischen Kaisers Michael VIII. Palaiologos. Der Sultan war auf der Flucht vor den mongolischen Ilchanen, die Anatolien bedrohten. Anatolien war seit der Schlacht vom Köse Dağ, bei der die Türken den Mongolen unterlegen waren, in zwei Machtgebiete eingeteilt: In Ostanatolien bestand weiterhin das Sultanat der Rum-Seldschuken als Vasallen der Ilchane, in Westanatolien entstanden nach und nach autonome Fürstentümer (Beyliks), die formal dem Sultanat unterstanden. Sultan Keykavus floh mit seinen Gefolgsleuten zuerst zu den Türkmenen im Westen und von hier weiter in die byzantinische Hauptstadt. Unterwegs schlossen sich dem Sultan zahlreiche türkmenische Sippen an, davon bis zu 40 auf byzantinischem Territorium.
Der byzantinische Kaiser Michael Palaiologos belehnte Keykavus mit der Region der heutigen Dobrudscha. Keykavus errichtete in der Dobrudscha einen oghusischen Staat (ein Beylik) mit Karwuna (später von Beylik bzw. Balık in Baltschik umbenannt) als Hauptstadt. Das Ethnonym Gagavuz geht wahrscheinlich auf die Verbundenheit der turkmenischen Gruppe an Keykavus zurück, so dass sich Keykavus/Gagavuz als Ethnonym etablierte. Allerdings hatte Keykavus die Dobrudscha schon 1265 wieder in Richtung Krim verlassen.
Trotz des islamischen Bekenntnisses der seldschukischen Türken wurde die Griechische Orthodoxie als dominante Religion anerkannt. Die Gagausen unterstanden durch einen Exarchen in Karwuna dem Patriarchat in Konstantinopel.
Durch die Zuwanderung seldschukischer Türken gestärkt, stellte der neugegründete Staat eine eigene Armee und Flotte auf. Infolge von Auseinandersetzungen zwischen den Stämmen wurde der Bulgare Balık zum Anführer aller Oğuz-Stämme und zum Oberhaupt des Despotats Dobrudscha. Im Jahr 1346 entsandte Balık zur Unterstützung der Regentin Anna von Savoyen 1000 Reiter nach Konstantinopel.
Nach dem Tod von Balık bestieg 1357 sein Bruder Dobrotič den Thron. Während seiner Herrschaft stabilisierte sich das Reich und die Flotte wurde vergrößert. Dobrotič änderte den Staatsnamen von Karwuna-Land in „Land des Dobrotič“, woraus sich später der heutige Name für die Region Dobrudscha entwickelte. Der Nachfolger von Dobrotič wurde 1386 sein Sohn Yanko (Ivanko nach anderen Quellen). Yanko war der letzte unabhängige oghusische Herrscher über die Dobrudscha.

### Osmanische Herrschaft

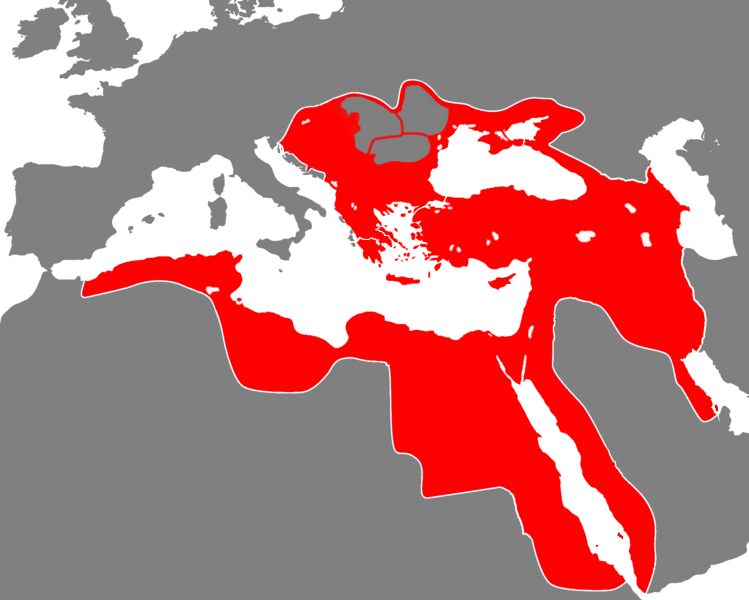
Osmanisches Reich ab 1683

Im Jahr 1398 war Yanko gezwungen, die Oberherrschaft der Osmanen anzuerkennen. Nach dem Verlust der Unabhängigkeit traten Teile der Bevölkerung zum Islam über. Nach der Eroberung Konstantinopels erkannte der osmanische Sultan Mehmed, der Eroberer das Griechische Patriarchat von Konstantinopel als Oberhaupt aller Christen im Imperium an. Für die nächste Zeit gibt es in historischen Quellen nicht viele Referenzen auf die Gagausen. Eine der Referenzen stammt aus dem Jahr 1652; dort bestimmt der Patriarch, die Autorität über alle Dörfer und Städte sei nicht mehr an den Exarchen von Karvyna, sondern an den lokalen Bischof zu vergeben.

### Russische Herrschaft
Zwischen den Jahren 1750 und 1846 setzten Migrationswellen der Gagausen (und der Bulgaren) über das osmanische Bulgarien nach Russland ein. Auslöser dieser Migrationen waren anscheinend die Plünderungen der Banden (Daġlı / داغلى und Ḳırcalı / قرجالى) Osman Pazvantoğlus, des Paschas von Vidin / ودين und von Ḳara Feyżī / قارا فيضى. Die ersten Migrationsbewegungen bis 1769 führten mehrheitlich in die Provinz Neurussland. Weitere Wanderungen zwischen 1787 und 1791 und insbesondere diejenigen zwischen 1801 und 1812 führten nach Bessarabien. Diese Einwanderungen wurden von der russischen Regierung nicht behindert, die Regierung blieb eher teilnahmslos. Erst später kümmerte sich die Regierung um Ordnung und Verwaltung.
Während der Russischen Revolution 1905–1907 kam es im Siedlungsgebiet der Gagausen zu einem Bauernaufstand, der in der Ausrufung einer Republik Komrat im Januar 1906 gipfelte. Nach fünf Tagen wurden diese Unabhängigkeits- oder Autonomiebestrebungen von den zaristischen Behörden unterdrückt.

### Sowjetische Herrschaft
1940 wurde Bessarabien an die Sowjetunion angeschlossen. 1949 wurden die gagausischen Dörfer der Moldauischen und der Ukrainischen Sowjetrepubliken mit den gagausischen Dörfern in Rumänien und Bulgarien kollektiviert. Aufgrund der lange andauernden Nachbarschaft mit den Bulgaren haben die Gagausen viel vom Lebensstil und den Traditionen der Bulgaren übernommen.
Im Zweiten Weltkrieg wurden sehr viele Gagausen aus der Region deportiert und verloren ihr Leben. Nach Gründung der Moldauischen Sozialistischen Sowjetrepublik lebten 80 % der Gagausen in diesem Gebiet, 20 % lebten in Bulgarien und in der Ukraine.

### Gagausien im unabhängigen Moldau

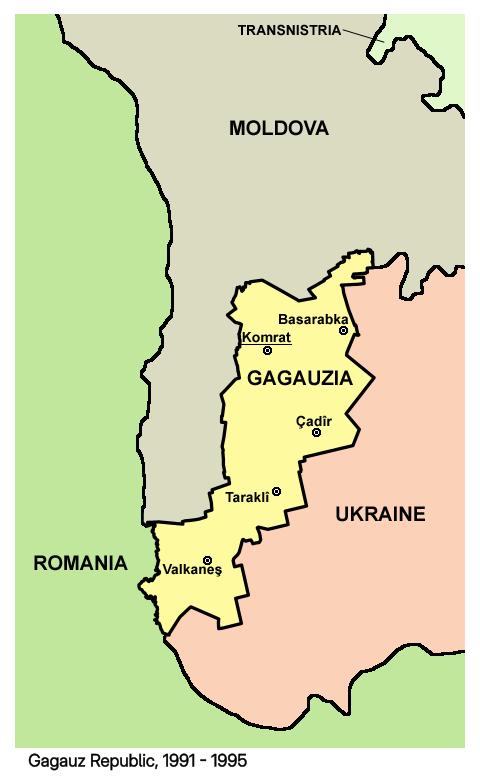
De-facto unabhängiges Gagausien 1990–1994

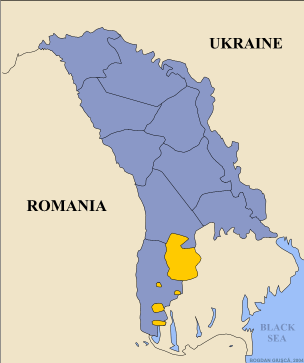
Gagausische Autonomie innerhalb Moldaus (gelb) seit 1994

Nachdem die Sowjetunion kurz vor dem Zusammenbruch stand, nahmen in Moldau nationalistische und minderheitenfeindliche Tendenzen stark zu. 1990 spaltete sich Gagausien unter der Führung von Stepan Topal von Moldau ab und versuchte zunächst als eigenständige Teilrepublik innerhalb der Sowjetunion anerkannt zu werden. Nach dem endgültigen Zusammenbruch der Sowjetunion war Gagausien für einige Jahre als de facto unabhängiger Staat vollständig von Moldau losgelöst, die Stadt Comrat wurde zur gagausischen Hauptstadt.
Ab 1994 kam es zu Verhandlungen über eine Rückkehr Gagausiens zu Moldau. Am 23. April 1994 beschloss das moldauische Parlament eine Verfassungsänderung, welche umfangreiche Autonomierechte für Gagausien vorsah, darunter eine eigene Regierung sowie Gagausisch und Russisch als regionale Amtssprachen. Ende des Jahres 1994 stimmte Gagausien daraufhin der friedlichen Wiedervereinigung mit Moldau zu. Seitdem gilt der moldauisch-gagausische Konflikt als beigelegt, auch wenn es ab 2014 wieder vermehrt zu Spannungen zwischen der Regionalregierung in Comrat und der Zentralregierung Moldaus kam.
Im gagausischen Dorf Beșalma („Fünf-Äpfel“) befindet sich das Nationale Museum für Gagausische Geschichte und Ethnographie, welches von Dimitri Karaçoban gegründet wurde. Es bestehen gute Verbindungen zwischen Gagausien und der Türkei.

## Religion
Die Gagausen bekennen sich mehrheitlich zum orthodoxen Christentum.

## Siedlungsgebiet

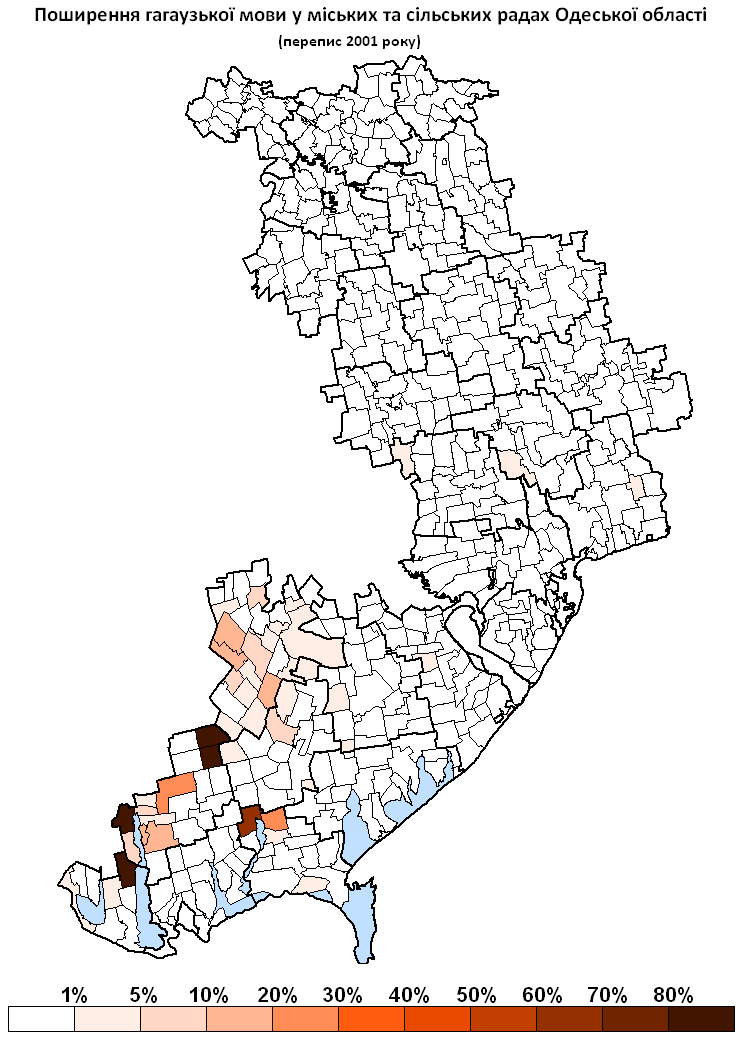
Siedlungsgebiete der Gagausen in der ukrainischen Oblast Odessa

Es wird geschätzt, dass es weltweit etwa 230.000 Gagausen gibt. 1991 lebten ca. 215.000 Gagausen auf dem Gebiet der ehemaligen Sowjetunion; bei der Volkszählung 1990 waren dies noch 198.000 und 1979 173.000.
| Land         | Anzahl der Gagausen | Anmerkungen |
| ------------ | ------------------- | --- |
| Moldau       | 147.500             | Autonomer Status in Gagausien |
| Ukraine      | 31.900              | Insbesondere in der Oblast Odessa, speziell im Gebiet um Ismajil |
| Griechenland | 30.000              | Zu Beginn des 20. Jahrhunderts in Südostmazedonien, vorwiegend orthodoxe Christen und wenige Muslime; die meisten leben heute in der Region des Grenzflusses zur Türkei Evros (Mariza/Meriç), in Athen und Thessaloniki, in den 1960er Jahren sind einige nach Deutschland und in die Niederlande ausgewandert |
| Türkei       | 15.000              | in der Region Edirne, vorwiegend Muslime |
| Russland     | 14.000              | Besonders erwähnenswert in Kabardino-Balkarien und Moskau |
| Rumänien     | 3.000               | Gagausisch-Sprecher in der Dobrudscha (z. B. in Vama Veche, aber auch im äußersten Norden der Region) |
| Kasachstan   | 700                 | Isolierte gagausische Streusiedlungen |
| Bulgarien    | 540                 | Im Nordosten Bulgariens (bei Warna und in der Dobrudscha) |

## Sprache und Literatur
Neben Gagausisch sprechen die meisten Volksangehörigen auch Russisch sowie Rumänisch. Gagausisch ist sehr nah mit dem Osmanischen Türkisch verwandt, so dass Turkologen Gagausisch als türkischen Dialekt identifiziert haben.
Lange Zeit besaßen die Gagausen keine eigene Literatur. Zu diesen Zeiten, als die Gagausen über keine eigene Schriftsprache verfügten, griff die griechisch-orthodoxe Kirche auf die Bücher der ebenfalls türkischsprachigen Karamanlı zurück. Das sind mittels griechischem Alphabet in türkischer Sprache verfasste kirchliche Bücher. Die schriftliche gagausische Literatur begann im 20. Jahrhundert. Moškov schrieb 1904 eine Schrift über gagausische Sprichwörter und Lieder für Wilhelm Radloffs Sammlung der Volksliteratur der türkischen Stämme. Der gagausische Priester Ciachir veröffentlichte danach ein Wörterbuch und Übersetzungen religiöser Texte wie der Bibel, orthodoxer Liturgie und von Heiligenlegenden. Als Autoren von Fibeln, Lese- und Grammatikbüchern taten sich Ä. Tukan, Ivan Čakir, Nikolaj Tanasoglu hervor. Weitere bedeutende gagausische Lyriker sind Dionis Tanasoglu, Ilja Kalpakči, Nikolaj Arabadži, Fedor Angeli, Nikolaj Tufar. 1959 erschien die Anthologie Budžaktan seslär („Stimmen aus dem Budžak“). Erzählungen, Gedichte und Essays konnten als gagausische Beilagen moldauischer Zeitungen veröffentlicht werden.
Eine gagausische Schriftsprache wurde erst 1957 kodifiziert. Das Präsidium des Obersten Sowjets der Moldauischen SSR legte 1957 Regeln der gagausischen Grammatik fest. Als Schriftsprache wurde das russische Alphabet mit einigen zusätzlichen speziell für das Gagausische entwickelten Buchstaben eingeführt. Im darauf folgenden Jahr 1958 wurde der Schulunterricht in gagausischer Sprache eingeführt.
1964 erschien eine Grammatik des Gagausischen in russischer Sprache, erarbeitet von Ljudmila Pokrowskaja, und 1973 veröffentlichte die Akademie der Wissenschaften in der Moldauischen SSR das erste gagausisch-russisch-moldauische Wörterbuch mit 11.500 Wörtern.

## Bekannte Gagausen
Zur gagausischen Nationalität bekannten bzw. bekennen sich unter anderem die Schriftsteller Nicolai Baboglu und Todur Zanet, der Geistliche Mihail Çakir sowie die Politiker Mihail Formuzal und Stepan Topal.